# Rio Berbice
O rio Berbice está localizado no leste da Guiana, nasce na área montanhosa da região de Rupununi, segue na direção norte por 595 km através de densa floresta até atingir a planície costeira, desaguando no Oceano Atlântico.
A cidade de Nova Amsterdão está situada na margem leste do rio, aproximadamente 6,5 km dentro do estuário do rio no Oceano Atlantico. Uma balsa atravessa o rio de New Amsterdam até Rosignol, localizada na margem oeste.
Outras comunidades no rio Berbice incluem: Everton, Marajuana, Takama, Kalkuni e Kwakwani.